# Személyiségtolvaj
A Személyiségtolvaj (eredeti cím: Identity Thief) 2013-ban bemutatott amerikai filmvígjáték, melyet Seth Gordon rendezett, Craig Mazin forgatókönyve, valamint Mazin és Jerry Eeten története alapján. A főszerepben Jason Bateman és Melissa McCarthy.
A történet középpontjában egy férfi van, akinek adatait ellopja egy nő és visszaél vele.
Az Amerikai Egyesült Államokban 2013. február 8-án mutatták be, Magyarországon két héttel később szinkronizálva, február 21-én a UIP-Dunafilm jóvoltából.
A projekt általánosságban negatív értékeléseket kapott a kritikusoktól, viszont kereskedelmi szempontból sikeresen teljesített, ugyanis világszerte több mint 174 millió dollár bevételt ért el a 35 millió dolláros költségvetésével szemben.

## Szereplők

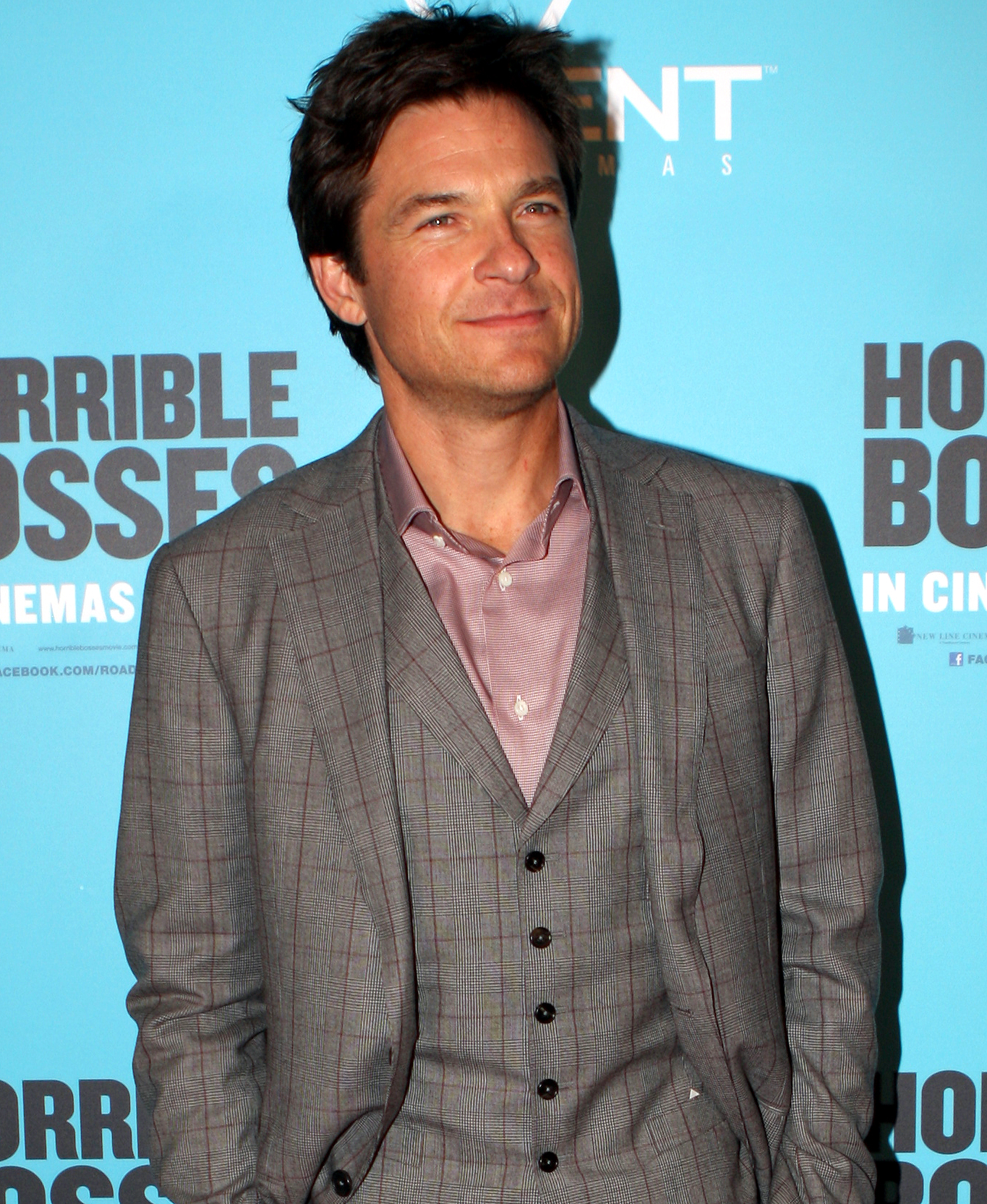
Jason Bateman, mint Sandy Patterson

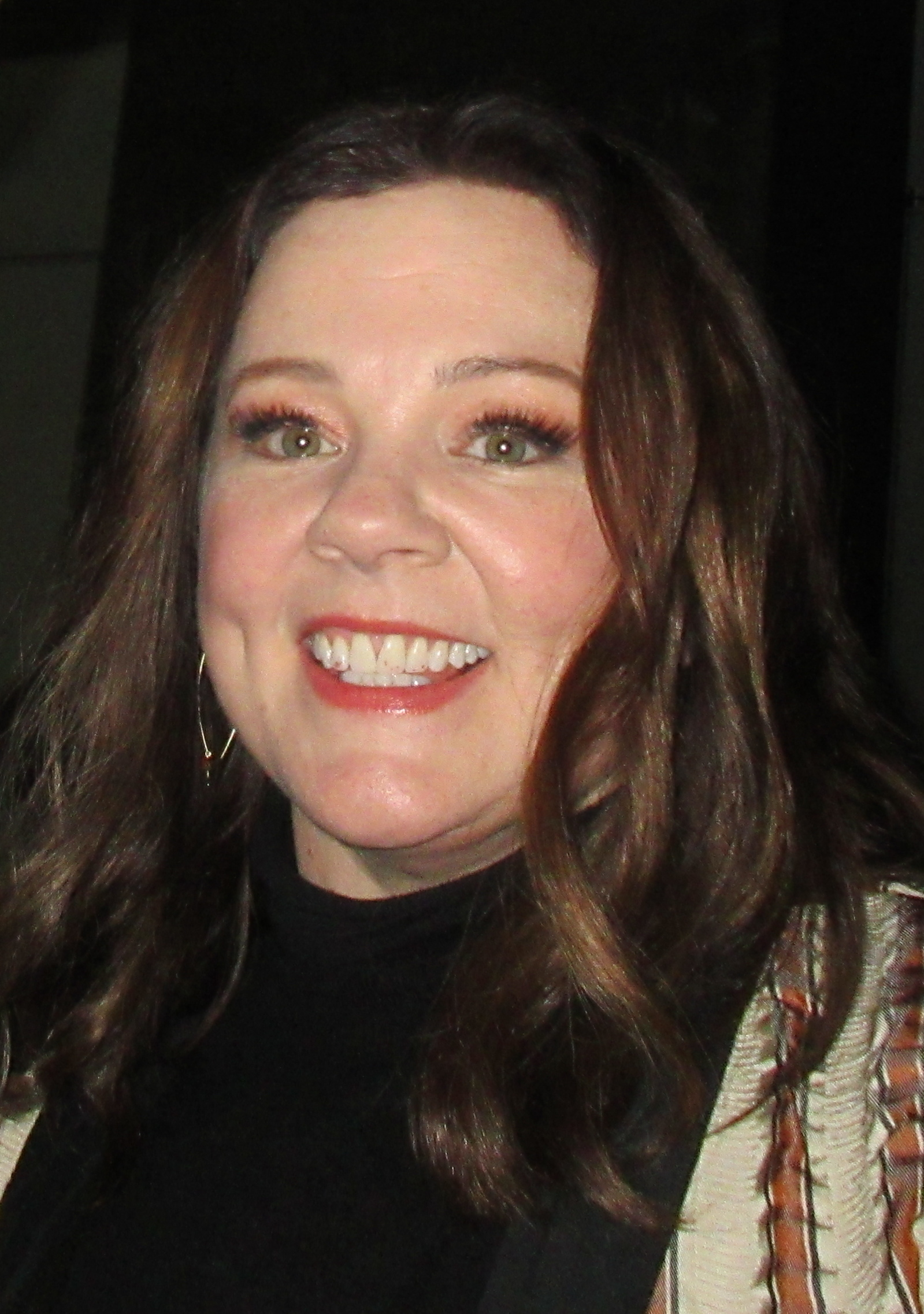
Melissa McCarthy, mint Diana

| Szerep               | Színész                | Magyar hang      |
| -------------------- | ---------------------- | ---------------- |
| Sandy Patterson      | Jason Bateman          | Gyabronka József |
| Diana, szélhámosnő   | Melissa McCarthy       | Börcsök Enikő    |
| Trish Patterson      | Amanda Peet            | Pikali Gerda     |
| Harold Cornish       | Jon Favreau            | Scherer Péter    |
| Daniel Casey         | John Cho               | Varga Gábor      |
| Marisol              | Génesis Rodríguez      | Bánfalvi Eszter  |
| Julian               | Tip "T.I." Harris      | Géczi Zoltán     |
| Nyomkövető           | Robert Patrick         | Sörös Sándor     |
| Reilly nyomozó       | Morris Chestnut        | Széles Tamás     |
| Nagy Chuck           | Eric Stonestreet       | Besenczi Árpád   |
| Franny Patterson     | Mary-Charles Jones     | Nyári Liza       |
| Jessie Patterson     | Maggie Elizabeth Jones | Jelinek Éva      |
| Tony, motelrecepciós | Ben Falcone            | Kossuth Gábor    |

## Elismerések
| Év   | Díj                    | Kategória                                     | Jelölt                            | Eredmény |
| ---- | ---------------------- | --------------------------------------------- | --------------------------------- | -------- |
| 2013 | Teen Choice Awards     | Choice Movie: vígjáték                        | Choice Movie: vígjáték            | Jelölve  |
| 2013 | Teen Choice Awards     | Choice Movie színész: vígjáték                | Jason Bateman                     | Jelölve  |
| 2013 | Teen Choice Awards     | Choice Movie színésznő: vígjáték              | Melissa McCarthy                  | Jelölve  |
| 2013 | Teen Choice Awards     | Choice Movie: Gazember                        | Melissa McCarthy                  | Jelölve  |
| 2014 | People’s Choice Awards | Kedvenc filmvígjáték színésznő                | Melissa McCarthy                  | Jelölve  |
| 2014 | MTV Movie Awards       | MTV Movie Award a legjobb betétdalnak         | Melissa McCarthy                  | Jelölve  |
| 2014 | MTV Movie Awards       | MTV Movie Award a legjobb küzdelmi jelenetért | Jason Bateman és Melissa McCarthy | Jelölve  |